# Coahuilix hubbsi
Coahuilix hubbsi é uma espécie de gastrópode da família Hydrobiidae.
É endémica do México.